# Pedro Augusto Pinto
Pedro Augusto Cunha Pinto (ur. 24 października 1956 w Maquela do Zombo, dzisiejsza Angola) – portugalski polityk i menedżer, wieloletni deputowany, od 1986 do 1989 eurodeputowany II kadencji.

## Życiorys
Urodzony w Angoli jako syn João Baptisty i Marii Alice Cunha Pinto, ukończył szkołę średnią w Luandzie. W 1974 wyemigrował do Portugalii, gdzie rozpoczął studia z zarządzania w ISCTE – Instituto Universitário de Lisboa. W 1976 brał udział w protestach studenckich przeciw rządzącemu Ruchowi Socjalistycznej Lewicy. Zajmował stanowiska kierownicze w różnych państwowych i prywatnych spółkach, m.in. w lizbońskim metrze i Lis Marketing Holding, kierował towarzystwem turystycznym w Lizbonie. Szefował również fundacji im. Francisco Sá Carneiro.
Zaangażował się w działalność Partii Socjaldemokratycznej, zajmował stanowisko jej wiceprzewodniczącego oraz szefa młodzieżówki Juventude Social Democrata. Zasiadał w Zgromadzeniu Republiki łącznie od II do VIII kadencji (w latach 1979–2002) i ponownie od X kadencji (od 2005, po raz ostatni wybrany w 2019). Od 1 stycznia 1986 do 13 września 1987 był posłem do Parlamentu Europejskiego w ramach delegacji krajowej, w 1987 uzyskał reelekcję w wyborach. Przystąpił do Grupy Liberalnej, Demokratycznej i Reformatorskiej, należał m.in. do Komisji ds. Energii, Badań Naukowych i Technologii. W 1997 kandydował do rady Matosinhos, później zasiadł w radzie miejskiej Lizbony, w 2004 został jej wiceprzewodniczącym.